# 河口域英語
河口域英語（かこういきえいご、英語: Estuary English）は、1980年前後からイギリス・ロンドンとその周辺=テムズ川の（広義の）河口周辺で使われるようになったイギリス英語の一種である。

## 概説
ユニヴァーシティ・カレッジ・ロンドン（UCL）の名誉教授であるジョン・C・ウェルズは、河口域英語について、自身のブログで以下のように説明している。
- 河口域英語は、EFL（English as a foreign language、英語教育）教師であるデビット・ローズワーンが考案した。
- 河口域英語は、イングランド南東部のアクセントを用いて話される標準的な英語であると定義される。
- 河口域英語は、新しい英語ではなく、少なくとも500年前から存在している。

イギリスでは、19世紀より上流階級の英語として「容認発音（Received Pronunciation, RP）」が広く使われている。一方、ロンドンの労働者階級の間では「コックニー（Cockney）」と呼ばれる英語が使われてきた。この両者の英語の中間的な位置にあるのが、河口域英語である。
先述したように、ジョン・C・ウェルズは、河口域英語の定義をイングランド南東部のアクセントを用いて話される標準的な英語であるとしている。これは、イングランド南東部に限定されるという意味で容認発音と異なり、また標準的な英語という意味でコックニーと異なる。
将来的に、河口域英語が容認発音に取って代わり、イングランドの標準発音になるのではないかという指摘がある。
以前はRPだけで放送を行っていたBBCでも、現在では河口域英語を含む多様な英語の話者を採用しており、また社会の名士と見なされる層の中にも、河口域英語の特徴を取り入れた表現を行う人も少なくない。例えば、ダイアナ元皇太子妃や元首相のトニー・ブレアの英語は河口域英語の特徴が多少あり、ザラ・フィリップス（第一王女であるアン王女の長女）の発音は河口域英語の影響が強い。

## 発音
河口域英語の発音は、基本的には容認発音に類似しているが、イングランド南東部の地域的な発音の特性も併せ持つ。音声学者の中には、河口域英語をロンドン地域的RP（London Regional RP）と捉え、広義的に容認発音の一種であると考える者もいる。
また、コックニーと河口域英語は単純に二分割できるものというより、連続した関係になっているので、コックニーに似た発音の特性を併せ持つ場合もある。
河口域英語の発音には、以下のような特性がある。
- 母音を伸ばすr音（例"hard"）は発音しない（non-rhotic）。
- 長母音[ɑː]の使用：bath, grass, laughなど。
- 二重母音の発音が異なっている(diphthong shift)。具体的には[eɪ]が[aɪ]に、[aɪ]が[ɑɪ]に、[əu]が[ʌʊ]になる。
  - day[daɪ]
  - like[lɑɪk]

- 音節末の[t]や、母音に挟まれたり後ろに[l]が続く強勢のない[t]をはっきり発音せず、声門閉鎖音[ʔ]（息を止めたような音）になる（T glottalization）。
  - water[wɔːʔə]（ウォーッア）
  - eight[eɪʔ]（エイッ）
- 単語末の狭母音や半母音と次の単語の母音との間にrが挿入される（intrusive r）。
  - America is ... → America-ris ...
- 強勢のない[l]が円唇後舌母音・半母音化（[o], [ʊ], [ɯ]）する（L-vocalization）。
  - little[lɪʔʊ]
  - able[aɪbʊ]
- [dj]が[dʒ]に、[tj]が[tʃ]になる（Yod-coalescence）。
  - 例えば、Tuesdayはchoose dayに、duneはJuneに聞こえる。
- 「暗いl」（母音の続かないl）の前の[əʊ]が[ɒʊ]に変化する（wholly-holy split、異音#条件異音も参照）。
  - goat[gəʊt]/goal[gɒʊl]
- この変化は派生語にまで波及する。
  - rolling[ɹɒʊlɪŋ] < roll[ɹɒʊl]
  - holy[həʊli]/wholly[hɒʊli] < whole[hɒʊl]

コックニーには他にもth → [f]（"fink" < "think"）や、hの脱落（"ee as an at" < "He has a hat"）、音素/r/に歯茎接近音[ɹ]ではなく唇歯接近音[ʋ]（[w]に近い）を当てるなどの特徴が見られるが、河口域英語には普通見られない。また、二重母音/eɪ/, /aɪ/については河口域英語でも容認発音と同じくday[deɪ], like[laɪk]のように発音する人もいる。

## 語法
語法の面では以下のような特徴がある。
- 付加疑問文の使用（"It is absurd. Isn't it?", "I said that, didn't I?"）。
- 河口域英語はコックニーと違い、単純否定の意味で二重否定（ ... never ... not ...）をしない。ただし、単純な否定の意味でneverを用いることがある。